# Link Wray
Fred Lincoln „Link” Wray Jr (n. 2 mai 1929, Dunn, Carolina de Nord – d. 5 noiembrie 2005, Copenhaga, Danemarca) a fost un chitarist american de muzică rock and roll, textier și ocazional cântăreț.
Wray s-a remarcat prin adoptarea unui nou sound al chitarei electrice, auzit pentru prima dată pe hitul său instrumental din 1958 "Rumble", lansat de trupa sa Link Wray and his Ray Men. De asemenea s-a dovedit a fi extrem de influent în apariția unor genuri muzicale ca punk și heavy rock. Rolling Stone l-a clasat pe locul 67 în topul celor mai buni 100 de chitariști ai tuturor timpurilor.

## Discografie

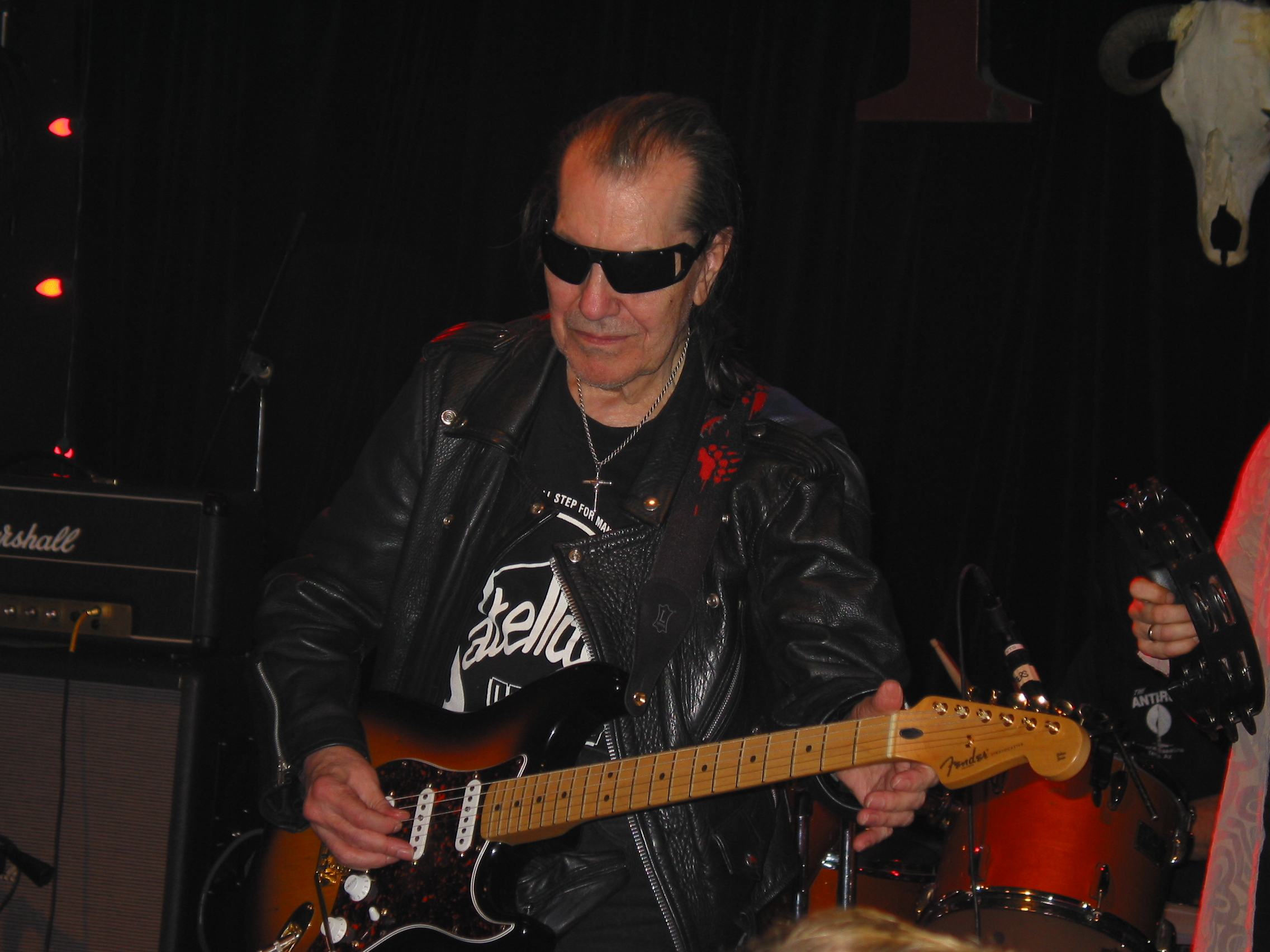
Link Wray (2005)

### Single-uri
| Data lansării  | A-side                                      | B-side                                     | Label                        | Catalog number | US |
| -------------- | ------------------------------------------- | ------------------------------------------ | ---------------------------- | -------------- | -- |
| April 1958     | "Rumble"                                    | "The Swag"                                 | Cadence                      | 1347           | 16 |
| January 1959   | "Raw-Hide"                                  | "The Dixie-Doodle"                         | Epic                         | 5-9300         | 23 |
| June 1959      | "Comanche"                                  | "Lillian"                                  | Epic                         | 5-9321         |    |
| October 1959   | "Slinky"                                    | "Rendezvous"                               | Epic                         | 5-9343         |    |
| 1959           | "Vendetta" (as Ray Vernon)                  | "Roughshod"                                | "Scottie"                    | NRS-3020       |    |
| March 1960     | "Trail Of The Lonesome Pine"                | "Golden Strings" (based On A Chopin Etude) | Epic                         | 5-9361         |    |
| October 1960   | "Ain't That Lovin' You Babe"                | "Mary Ann"                                 | Epic                         | 5-9419         |    |
| July 1961      | "Jack The Ripper"                           | "The Stranger"                             | Rumble                       | 1000           | 64 |
| August 1961    | "El Toro"                                   | "Tijuana"                                  | Epic                         | 5-9454         |    |
| 1962           | "Big City After Dark"                       | "Hold It"                                  | (as Ray Vernon & the Raymen) | Mala           |    |
| March 1962     | "Big City Stomp"                            | "Poppin' Popeye"                           | Trans Atlas                  |                |    |
| March 1963     | "Rumble Mambo"                              | "Hambone"                                  | Okeh                         | 4-7166         |    |
| April 1963     | "The Black Widow"                           | "Jack The Ripper"                          | Swan                         | S-4137         |    |
| September 1963 | "Week End"                                  | "Turnpike U.S.A."                          | Swan                         | S-4154         |    |
| November 1963  | "Run Chicken Run"                           | "The Sweeper"                              | Swan                         | S-4163         |    |
| March 1964     | "The Shadow Knows"                          | "My Alberta"                               | Swan                         | S-4171         |    |
| July 1964      | "Deuces Wild"                               | "Summer Dream"                             | Swan                         | S-4187         |    |
| February 1965  | "Good Rockin' Tonight"                      | "I'll Do Anything For You"                 | Swan                         | S-4201         |    |
| 1965           | "I'm Branded"                               | "Hang On"                                  | Swan                         | S-4211         |    |
| 1965           | "Girl from the North Country"               | "You Hurt Me So"                           | Swan                         | S-4232         |    |
| 1965           | "Ace of Spades"                             | "The Fuzz"                                 | Swan                         | S-4239         |    |
| 1966           | "The Batman Theme" (with Bobby Howard)      | "Alone"                                    | Swan                         | S-4244         |    |
| 1966           | "Ace of Spades"                             | "Hidden Charms"                            | Swan                         | S-4261         |    |
| 1967           | "Let the Good Times Roll" (with Kathy Lynn) | "Soul Train"                               | Swan                         | S-4273         |    |
| 1967           | "Jack The Ripper"                           | "I'll Do Anything For You"                 | Swan                         | S-4284         |    |
| 1977           | "Red Hot"                                   |                                            |                              |                | 83 |
| May 1979       | "It's All Over Now Baby Blue"               | "Just That Kind"                           | Charisma                     | CB-333         |    |

### Albume
| Data lansării | Titlu                                    | Label              | Catalog Number    |
| ------------- | ---------------------------------------- | ------------------ | ----------------- |
| 1960 US       | Link Wray & The Wraymen                  | Epic               | LN 3661           |
| 1962 US       | Great Guitar Hits by Link Wray           | Vermillion         | V-1924            |
| 1963 US       | Jack The Ripper                          | Swan               | S-LP 510          |
| 1964 US       | Link Wray Sings and Plays Guitar         | Vermillion         | V-1925            |
| 1963/2006     | Link Wray Early Recordings               | Rollercoaster/Ace  |                   |
| 1971 US       | Link Wray                                | Polydor            | PD-24-4064        |
| 1971 US       | Mordicai Jones (w/ Bobby Howard)         | Polydor            | PD-5010           |
| 1972 US       | Be What You Want To                      | Polydor            | PD-5047           |
| 1973 US       | Beans and Fatback (rec. 1971)            | Virgin             | V-2006            |
| 1974 US       | The Link Wray Rumble                     | Polydor            | PD-6025           |
| 1975 US       | Stuck in Gear                            | Virgin Records Ltd | Stereo 27 266 XOT |
| 1979 US       | Bullshot                                 | Visa               | VISA 7009         |
| 1979 US       | Live at the Paradiso                     | RCA                | PL-44012          |
| 1990 UK       | Apache                                   |                    |                   |
| 1990 UK       | Wild Side of the City Lights             |                    |                   |
| 1993 DE       | Indian Child                             | Sony Music         | EPC 473100 2      |
| 1997 US       | Shadowman                                |                    |                   |
| 1997 UK       | Walking Down a Street Called Love - live |                    |                   |
| 2000 US       | Barbed Wire                              |                    |                   |

### Compilații
| Release date | Titlu                                        | Label          | Catalog Number |
| ------------ | -------------------------------------------- | -------------- | -------------- |
| 1969 US      | Yesterday and Today                          | Record Factory | LP 1929        |
| May 1993     | Rumble! The Best of Link Wray                | Rhino Records  |                |
| 2002         | Mr. Guitar                                   | Norton Records |                |
| 2003         | Hillbilly Wolf - Missing Links Volume 1      | Norton Records |                |
| 2003         | Streets of Chicago - Missing Links Volume 4  | Norton Records |                |
| 2006         | Big City After Dark - Missing Links Volume 2 | Norton Records |                |
| 2006         | Some Kinda Nut - Missing Links Volume 3      | Norton Records |                |
| 2007         | King of the Wild Guitar                      | Ace Records    | B000PATZPQ     |

### Cu Robert Gordon
| Data lansării | Titlu                      | Label         | Număr   |
| ------------- | -------------------------- | ------------- | ------- |
| 1977 UK       | Robert Gordon w/ Link Wray |               |         |
| 1978 UK       | Fresh Fish Special         | Private Stock | PS 7008 |